# Erlend Ormbostad
Erlend Ormbostad (Molde, 3 aprile 1981) è un calciatore norvegese, difensore dell'Årvoll.

## Carriera

### Club
Ormbostad cominciò la carriera professionistica con la maglia del Molde. Debuttò nella Tippeligaen il 27 agosto 2000, quando sostituì Fredrik Kjølner nella vittoria per 7-1 sul Bodø/Glimt. Rimase in squadra fino al 2006, totalizzando 44 apparizioni nella massima divisione norvegese.
Passò poi allo Skeid, militante in Adeccoligaen. Esordì il 9 aprile 2007, quando fu titolare nella sconfitta per 5-1 sullo HamKam. Nel 2015 passò all'Årvoll.

### Nazionale
Conta 2 presenze per la Norvegia under 21. Disputò il primo incontro il 14 agosto 2001, subentrando a Erlend Hanstveit nel successo per 3-0 sulla Germania under 21.

## Palmarès

### Club

#### Competizioni giovanili
- Norgesmesterskapet G19: 1

Molde: 2000